# Play (телекоммуникационная компания)
Play — сеть сотовой связи польской телекоммуникационной компании P4 с штаб-квартирой в Варшаве, основана в 2007 году.
В 2019 году в сети Play было зарегистрировано 15 миллионов 35 тысяч активных Сим-карт, что сделало её крупнейшим оператором в Польше в этом отношении.
Оператор мобильной связи Play был выставлен на IPO, основными владельцами его акций были исландский фонд Novator и греческий Tollerton. С ноября 2020 года 96,66 % Play принадлежат французской телекоммуникационной компании Iliad.